# Mari Holden
Mari Holden, född den 30 mars 1971 i Ventura, Kalifornien, är en amerikansk tävlingscyklist som tog OS-silver i tempoloppet vid olympiska sommarspelen 2000 i Sydney samt VM-guld vid världsmästerskapen i Plouay, Frankrike senare samma år.

## Fotogalleri

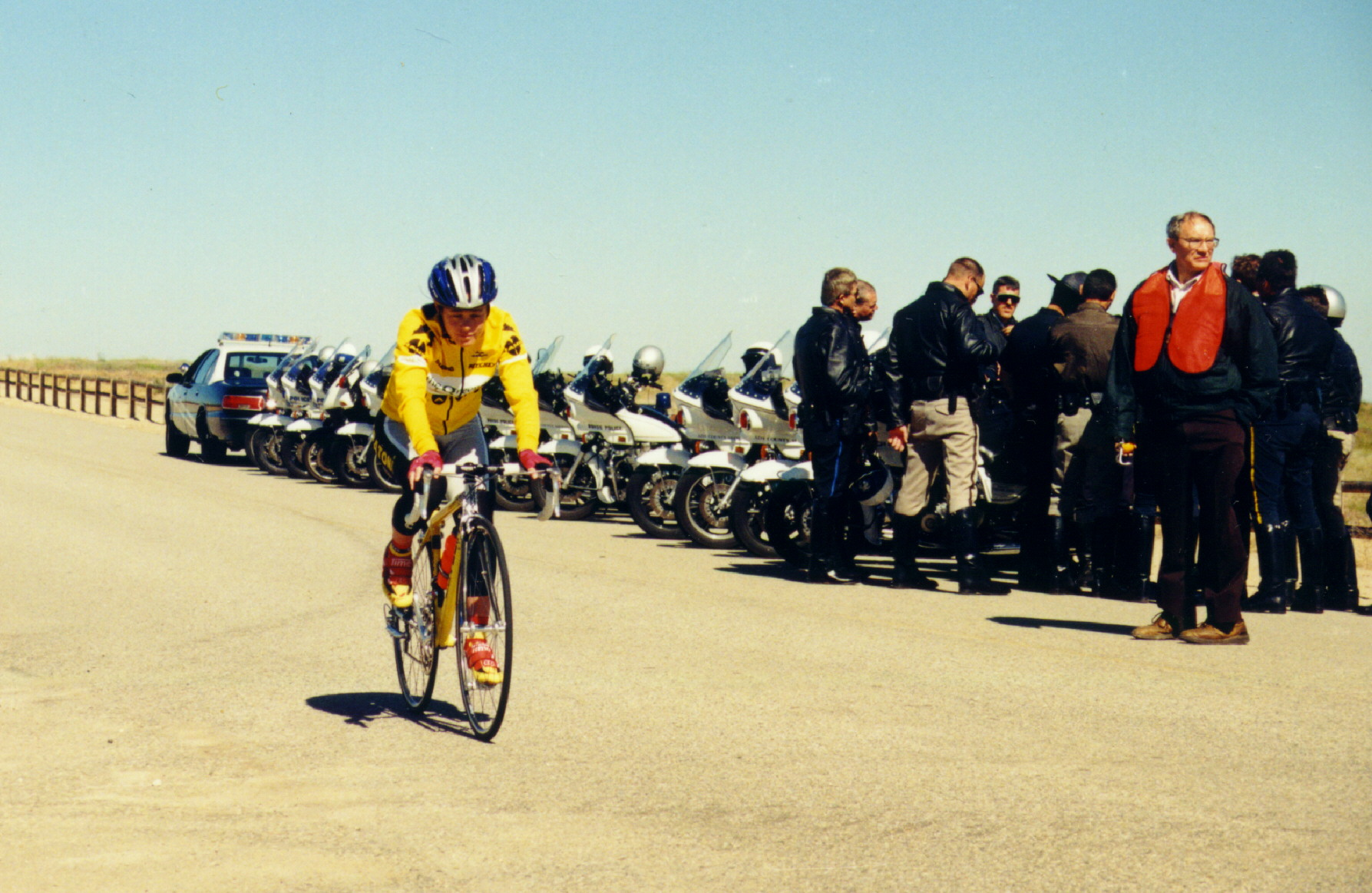
1998 Women's Challenge
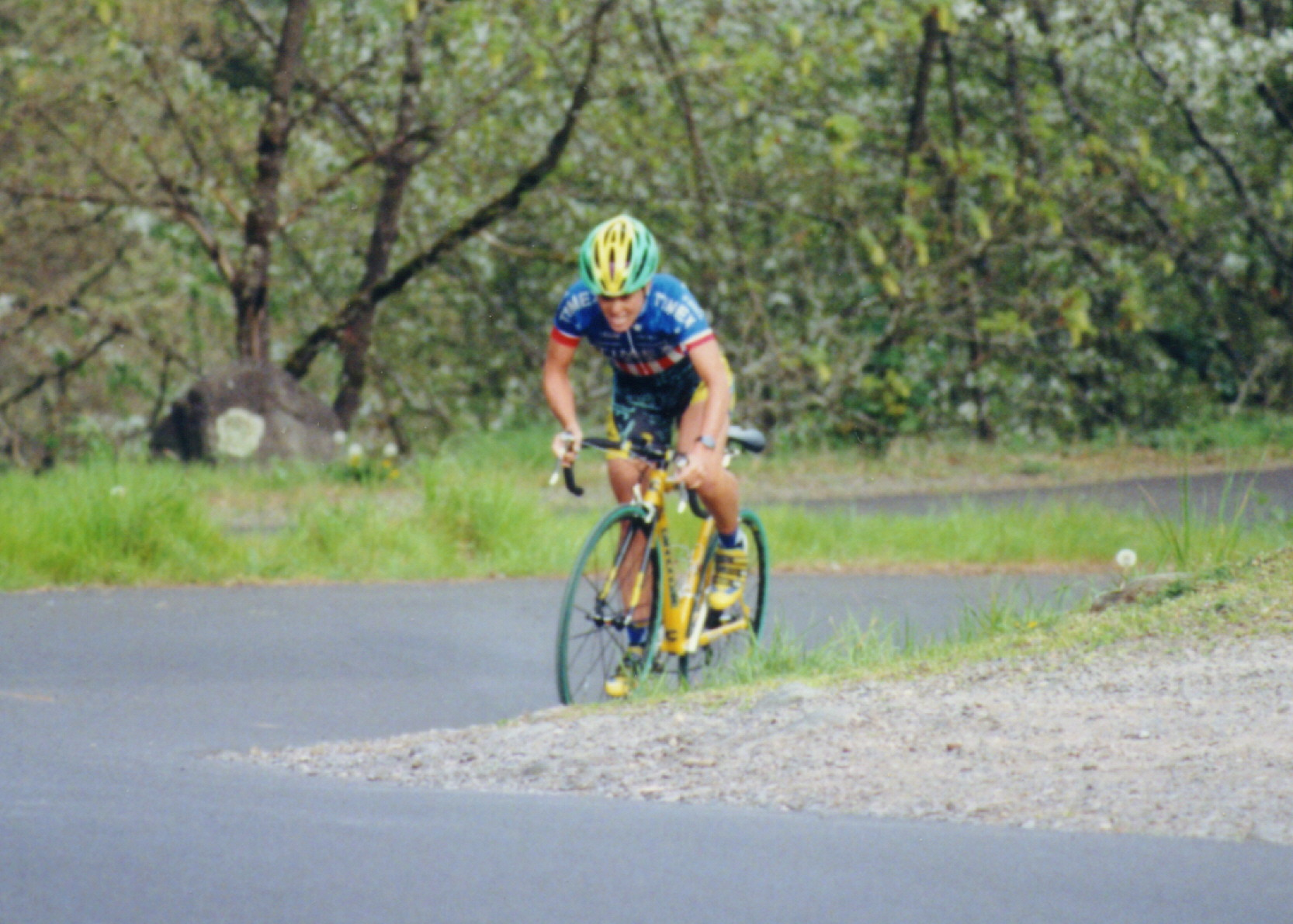
2000 Tour of Willamette
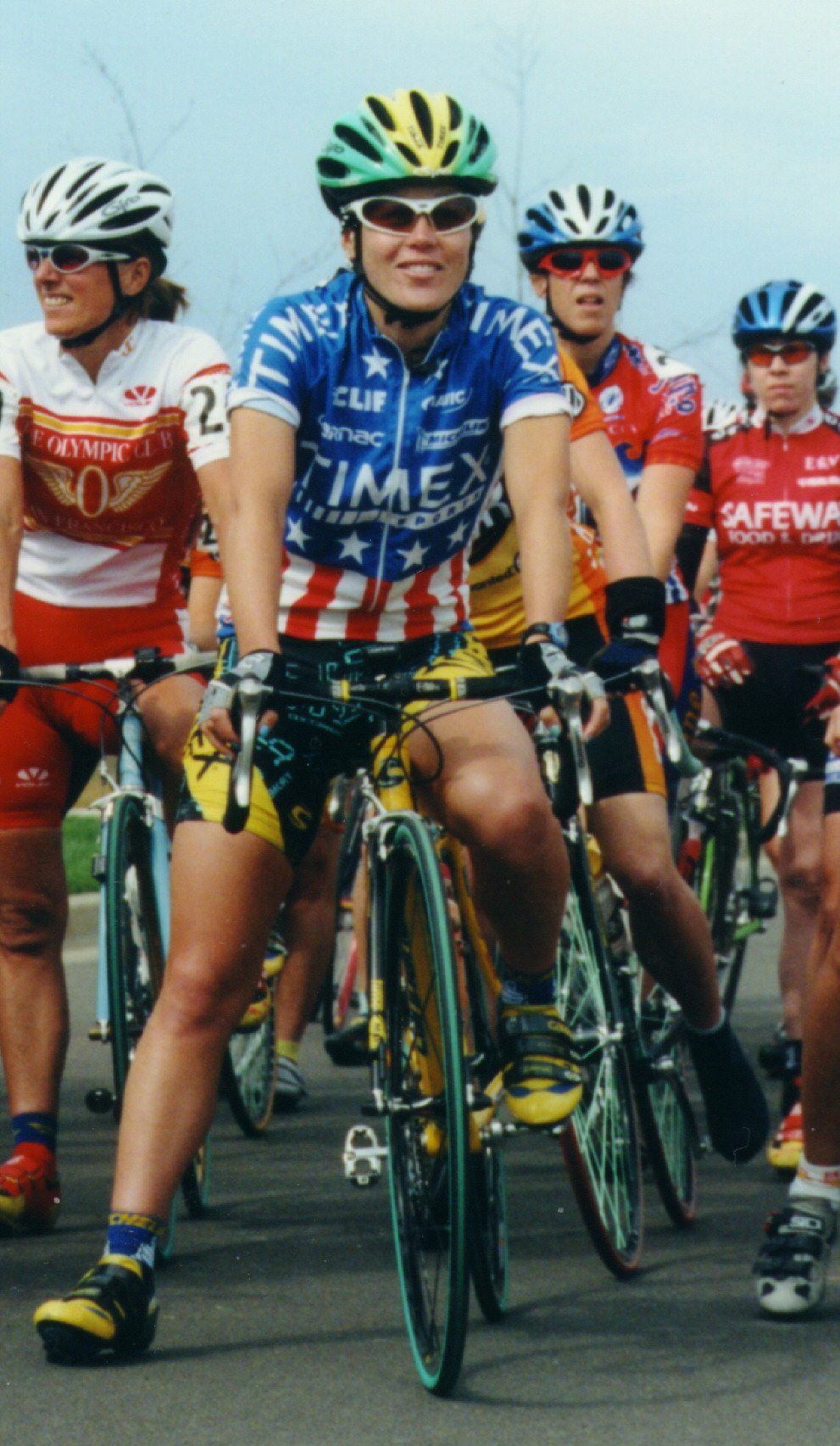
2000 Tour of Willamette
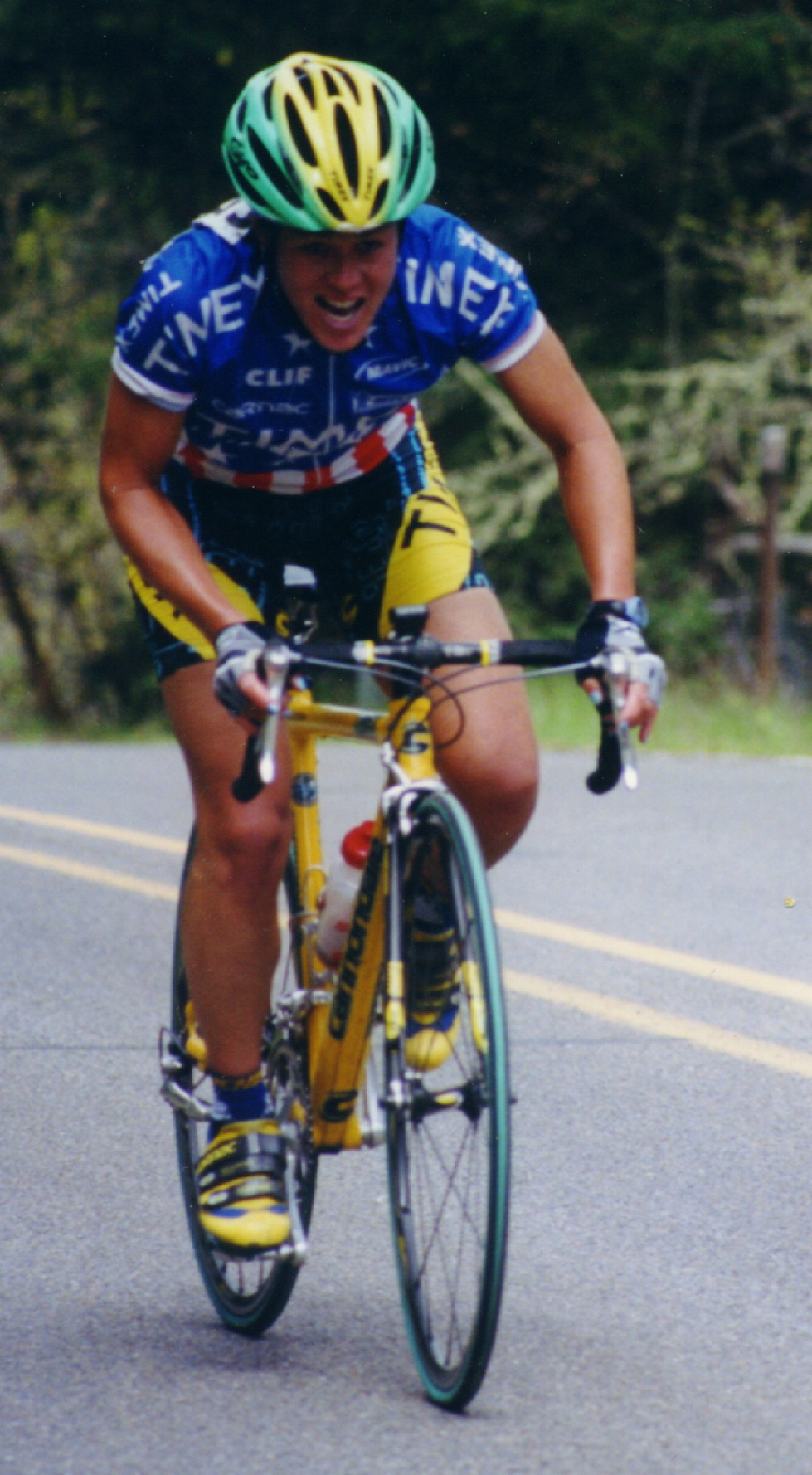
2000 Tour of Willamette
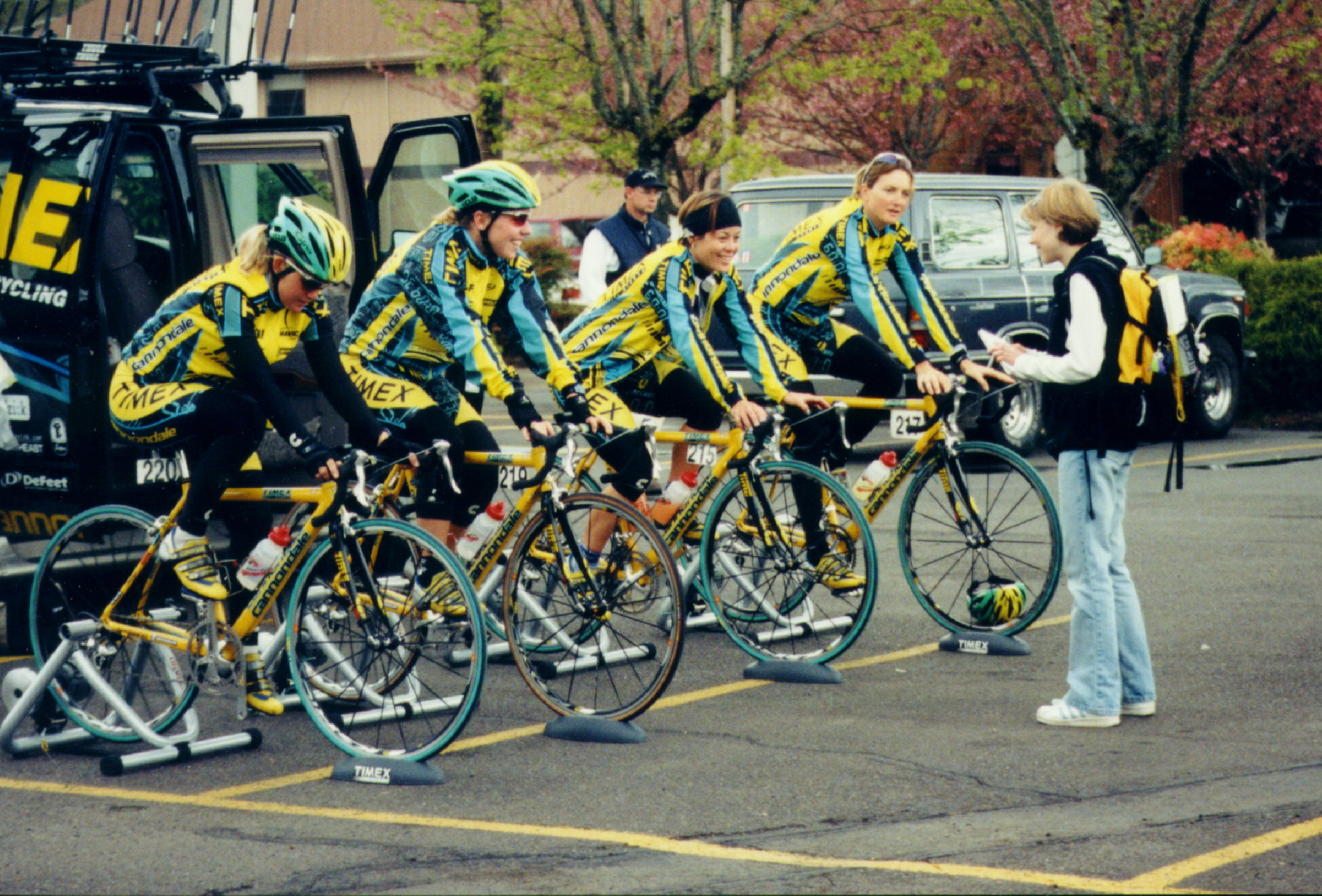
2000 Tour of Willamette